# Йоахім Зегер
Йоахім Зегер (нім. Joachim Seeger; 11 лютого 1912, маєток Небелін, Прігніц — ?) — німецький офіцер-підводник, оберлейтенант-цур-зее резерву крігсмаріне (1 липня 1943).

## Біографія
В жовтні 1939 року вступив на флот. З 24 жовтня 1943 по 13 жовтня 1944 року — командир підводного човна UD-3, з 14 січня по квітень 1945 року — U-393.

## Нагороди
- Залізний хрест 2-го і 1-го класу
- Нагрудний знак підводника